# Arthur Allman Bullock
Pour les articles homonymes, voir Bullock.
Arthur Allman Bullock, né le 8 février 1906 à Grimsby en Angleterre, mort le 24 octobre 1980 à Kew en Angleterre, est un botaniste anglais.

## Travaux
De 1929 à 1968, il travaille à l'herbarium des jardins botaniques royaux de Kew. Il est spécialisé dans les plantes d'Afrique du Sud, de Madagascar, des Mascareignes ainsi que dans la famille des Asclepiadoideae.

## Distinctions
Gilbert Westacott Reynolds, botaniste sud-africain de renom, lui rend hommage en donnant son nom à Aloe bullockii. De même, les genres Bullockia (Bridson) Razafim., Lantz & B.Bremer, de la famille des Rubiacées (Rubiaceae) et Buckollia Venter & R. L. Verh., de la famille des Apocynacées (Apocynaceae) lui ont été dédiés .

## Sélection d'ouvrages
- O. A. Leistner (Hrsg.): Flora of Southern Africa. Bibliography of South African Botany. 1978.
- Notes on African Asclepiadoideae VII. In: Bulletin of Kew. Band 10, 1955, S. 611–626, JSTOR:4113775.

## Sources
- Walter Erhardt, Erich Götz, Nils Bödeker, Siegmund Seybold: . 2: Arten und Sorten. Eugen Ulmer Verlag, Stuttgart 2008,  (ISBN 978-3-8001-5406-7).